# Districtul Ngorongoro
 Districtul Ngorongoro  (în limba swahili,  Wilaya ya Ngorongoro  și Ngorongoro District, în limba engleză) este unul din cele șase districte ale Regiunii Arusha din Tanzania.
Districtul este mărginit la nord de Kenia, la est de Districtul Monduli, la sud de Districtul Karatu, iar la vest de Regiunea Mara. Districtul Ngorongoro este denumit după faimosul crater omonim Ngororngoro, care se găsește încorporat în district.
Conform datelor furnizate de Recensământul Național al Tanzaniei din 2002 (Tanzania National Census of 2002), populația Districtului Ngorongoro fusese atunci de 129.776 persoane. După zece ani, în 2012, populația districtului crescuse la 174.278.
În interiorul suprafeței ocupate de district se găsește Craterul Ngorongoro și un vulcan, cunoscut ca Ol Doinyo Lengai. Districtul este, de asemenea, parte a locurilor din Africa de Est unde se petrec migrații ale animalelor sălbatice. Deși nu este parte a parcului, cea mai mare parte a districtului se găsește în cadrul Ecosistemului Serengeti-Mara, care este definit ca fiind una din limitele migrației anuale a animalelor sălbatice din această parte a Africii.
Grupul etnic majoritar îl constituie Maasai.
Conducerea districtului (The District Headquarters), incluzând oficiul Comisarului Districtual (The District Commissioner) se găsesc în satul Loliondo.

## Statut de arie protejată
Întreaga jumătate sudică a districtului este desemnată ca o zonă de conservare, cunoscută sub numele de Ngorongoro Conservation Area (NCA), care este guvernată de agenția cunoscută ca Ngorongoro Conservation Area Authority (NCAA). Această zonă de conservare este singura de acest gen din Tanzania, celelalte zone protejate fiind de tipul rezervelor și parcurilor naționale.
Autoritatea agenței NCAA este unică, întrucât are autoritatea limitării locuirii umane în zona protejată, dar are și puterea limitării utilizării pământului, incluzând cultivarea plantelor și a păscutului animalelor ierbivore. Spre exemplu, în timp ce adăparea vitelor este permisă, locuirea umană și păscutul ierbivorelor sunt interzise în zona și în interiorul Craterului Ngorongoro, care este protejat de UNESCO, fiind un loc din cele ale Patrimoniului Mondial UNESCO (World Heritage Site).

## Subdiviziuni administrative

### Districte electorale (Constituencies)
Pentru alegeri parlamentare, Regiunea Arusha este împărțită în districte electorale. Pentru alegerile din 2010, Districtul Ngorongoro avea doar un singur district electoral, Ngorongoro Constituency.

### Diviziuni (Divisions)
District este împărțit în trei diviziuni:
1. Ngorongoro
2. Loliondo
3. Sale

### Secțiuni (Wards)
Începând cu 2012, districtul Ngorongoro este împărțit administrativ în 21 de secțiuni:
1. Alailelai
2. Arash
3. Digodigo
4. Enduleni
5. Enguserosambu
6. Kakesio
7. Maalon
8. Malambo
9. Nainokanoka
10. Nayobi
11. Ngorongoro
12. Olbalbal
13. Oldonyo-Sambu
14. Oloipiri
15. Oloirien
16. Ololosokwan
17. Orgosorok
18. Pinyinyi
19. Sale
20. Samunge
21. Soit Sambu